# Lottemaa

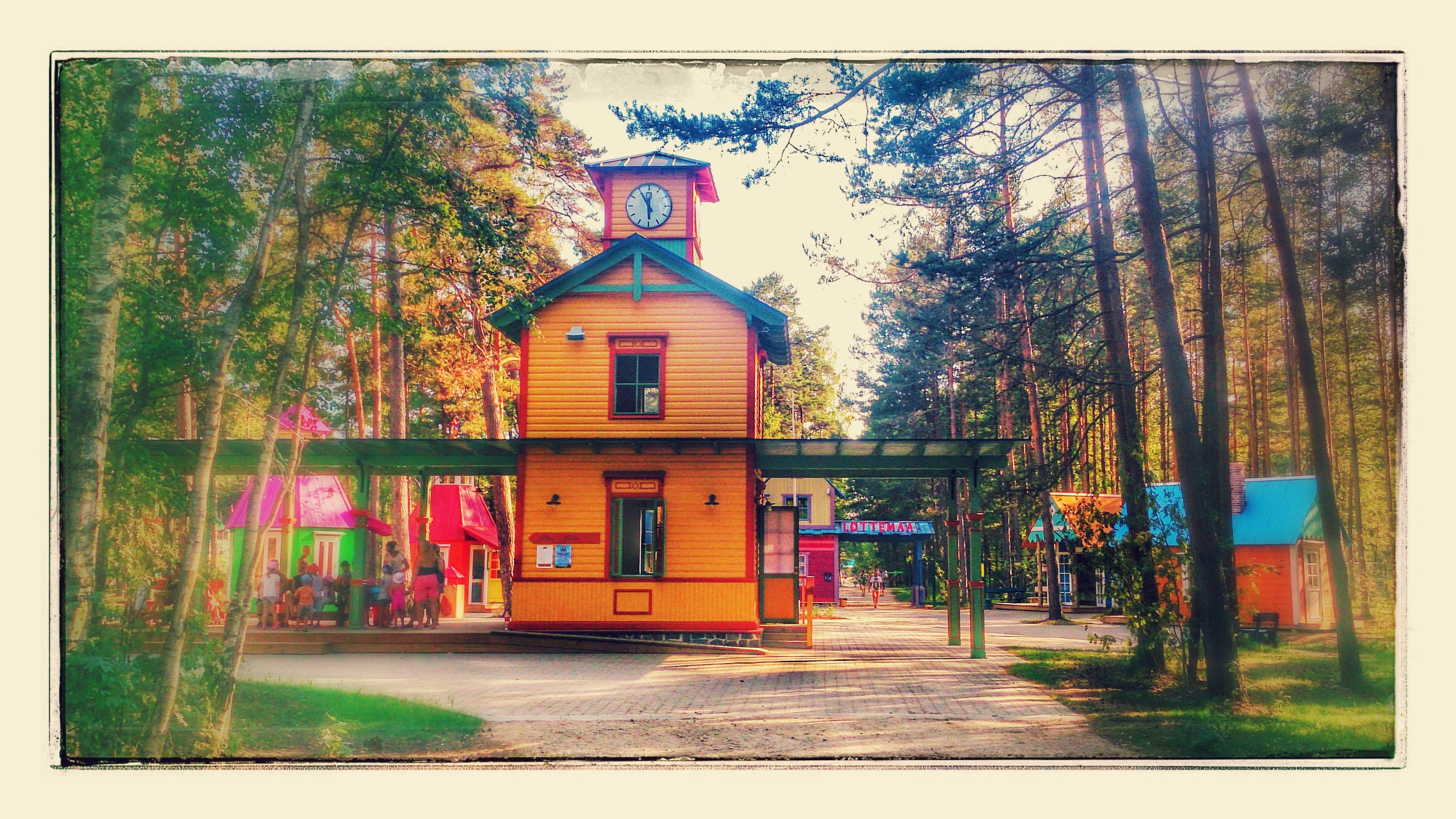
Haupteingang

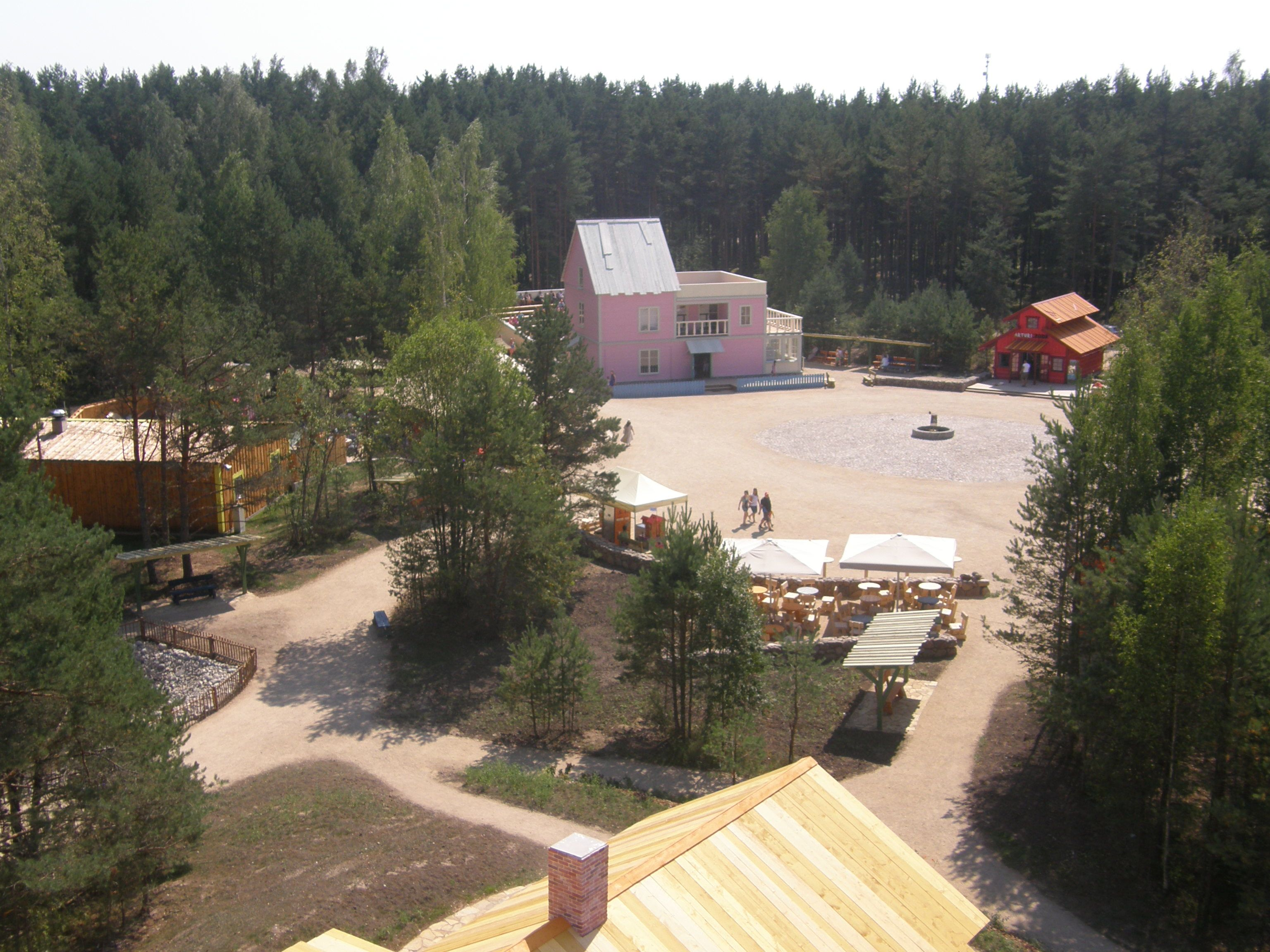
Blick auf den Hauptplatz

Das Lottemaa (zu deutsch „Lotte-Land“) ist ein Themen- und Freizeitpark für Kinder und Familien im Südwesten Estlands. Dort treffen die Besucher die beliebten Figuren aus dem estnisch-lettischen Zeichentrickfilm Lotte im Dorf der Erfinder von Heiki Ernits und Janno Põldma.

## Beschreibung
Das Lottemaa wurde am 25. Juli 2014 als derzeit größter Themenpark in den baltischen Staaten eingeweiht. Es liegt bei dem Dorf Reiu in der Landgemeinde Häädemeeste (Kreis Pärnu) in einem Waldstück, direkt an der Ostsee. Die Entfernung nach Pärnu beträgt etwa sechs Kilometer.
Im Lottemaa sind in einem großen Waldgelände die Häuser aus dem Erfinderdorf von Lotte und ihren Freunden nachgebaut. Schauspieler spielen die Figuren aus dem estnisch-lettischen Zeichentrickfilm und treten mit den Besuchern in Kontakt.
Der Freizeitpark ist interaktiv gestaltet. Überall können die Besucher Erfindungen ausprobieren oder selbst zusammenbauen. Viele Spielsachen und Bastelaktivitäten laden die Kinder zum Mitmachen ein. Den ganzen Tag über werden kleine Theateraufführungen angeboten. Daneben bietet der Freizeitpark einen Badestrand an der Ostsee und ein großer Abenteuerpark.
Das Lottemaa ist nur in den Sommermonaten und während der Advents- und Weihnachtszeit geöffnet.